# Белоглазая энхеликора
Белоглазая энхеликора (лат. Eurymen gyrinus) — вид морских лучепёрых рыб семейства муреновых. Встречаются в водах Индо-Тихоокеанского региона: от островов Чагос до Маркизских островов и островов Общества, на север до островов Рюкю и на юг до Австралии; Марианские острова и Капингамаранги в Микронезии. Обитают на глубине от 5 до 35 м. Максимальная длина тела 120 см. Лучи в плавниках отсутствуют. Самые длинные зубы нижней челюсти приурочены к передней трети челюсти. Окраска однородно-коричневая с заметной белой каймой на плавниках. Встречается в лагунах и на прибрежных рифах. Ведут одиночный образ жизни, скрываясь в щелях рифа и выходя в основном ночью. Эти рыбы безвредны для человека и не имеют хозяйственного значения.